# Ашитковский сельский округ
Ашитковский сельский округ — упразднённая административно-территориальная единица, существовавшая на территории Воскресенского района Московской области в 1994—2006 годах.
Ашитковский сельсовет был образован в первые годы советской власти. По данным 1919 года он входил в состав Ашитковской волости Бронницкого уезда Московской губернии.
В 1926 году к Ашитковскому с/с был присоединён Алёшинский с/с, но позднее он вновь был восстановлен.
В 1926 году Ашитковский с/с включал село Ашитково, хутор Ламздорф, Ашитковскую лесную дачу и лесную сторожку.
В 1929 году Ашитковский с/с был отнесён к Ашитковскому району Коломенского округа Московской области.
31 августа 1930 года Ашитковский район был переименован в Виноградовский.
17 июля 1939 года Ашитковский с/с был упразднён, а его территория (селение Ашитково) передано Губинскому с/с.
14 июня 1954 года Ашитковский с/с был восстановлен в составе Виноградовского района путём объединения Губинского и Щельпинского с/с.
7 декабря 1957 года Виноградовский район был упразднён и Ашитковский с/с вошёл в состав Воскресенского района.
1 февраля 1963 года Воскресенский район был упразднён и Ашитковский с/с вошёл в Люберецкий сельский район. 11 января 1965 года Ашитковский с/с был возвращён в восстановленный Воскресенский район.
28 января 1977 года к Ашитковскому с/с были присоединены селения Дворниково, Знаменка и Марьинка упразднённого Знаменского с/с.
3 февраля 1994 года Ашитковский с/с был преобразован в Ашитковский сельский округ
23 октября 1997 года в Ашитковском с/о посёлок центральной усадьбы совхоза «Виноградовский» был присоединён к селу Ашитково.
В ходе муниципальной реформы 2004—2005 годов Ашитковский сельский округ прекратил своё существование как муниципальная единица. При этом селения Ашитково, Губино и Щельпино были переданы в сельское поселение Ашитковское, а Дворниково, Знаменка и Марьино — в городское поселение имени Цюрупы.
29 ноября 2006 года Ашитковский сельский округ исключён из учётных данных административно-территориальных и территориальных единиц Московской области.